# Sukaragam
Sukaragam is een bestuurslaag in het regentschap Bekasi van de provincie West-Java, Indonesië. Sukaragam telt 34.649 inwoners (volkstelling 2010).